# Marle (municipi)
Marle és un municipi francès al departament de l'Aisne de la regió dels Alts de França. L'any 2007 tenia 2.405 habitants.

## Demografia

### Població
El 2007 la població de fet de Marle era de 2.405 persones. Hi havia 974 famílies de les quals 293 eren unipersonals (109 homes vivint sols i 184 dones vivint soles), 282 parelles sense fills, 308 parelles amb fills i 91 famílies monoparentals amb fills.
La població ha evolucionat segons el següent gràfic:

### Habitatges
El 2007 hi havia 1.087 habitatges, 993 eren l'habitatge principal de la família, 18 eren segones residències i 76 estaven desocupats. 838 eren cases i 247 eren apartaments. Dels 993 habitatges principals, 546 estaven ocupats pels seus propietaris, 423 estaven llogats i ocupats pels llogaters i 24 estaven cedits a títol gratuït; 6 tenien una cambra, 86 en tenien dues, 199 en tenien tres, 265 en tenien quatre i 437 en tenien cinc o més. 582 habitatges disposaven pel capbaix d'una plaça de pàrquing. A 508 habitatges hi havia un automòbil i a 248 n'hi havia dos o més.

### Piràmide de població
La piràmide de població per edats i sexe el 2009 era:
| Homes | Edats   | Dones |
| ----- | ------- | ----- |
| 0     | 95 o +  | 8     |
| 4     | 90 a 94 | 20    |
| 28    | 85 a 89 | 56    |
| 16    | 80 a 84 | 8     |
| 32    | 75 a 79 | 80    |
| 48    | 70 a 74 | 36    |
| 32    | 65 a 69 | 76    |
| 32    | 60 a 64 | 60    |
| 80    | 55 a 59 | 64    |
| 128   | 50 a 54 | 88    |
| 76    | 45 a 49 | 92    |
| 72    | 40 a 44 | 92    |
| 80    | 35 a 39 | 84    |
| 88    | 30 a 34 | 92    |
| 76    | 25 a 29 | 84    |
| 68    | 20 a 24 | 40    |
| 112   | 15 a 19 | 72    |
| 96    | 10 a 14 | 80    |
| 84    | 5 a 9   | 120   |
| 84    | 0 a 4   | 68    |

## Economia
El 2007 la població en edat de treballar era de 1.488 persones, 1.046 eren actives i 442 eren inactives. De les 1.046 persones actives 872 estaven ocupades (499 homes i 373 dones) i 175 estaven aturades (87 homes i 88 dones). De les 442 persones inactives 112 estaven jubilades, 129 estaven estudiant i 201 estaven classificades com a «altres inactius».

### Ingressos
El 2009 a Marle hi havia 976 unitats fiscals que integraven 2.322,5 persones, la mediana anual d'ingressos fiscals per persona era de 14.020 €.

### Activitats econòmiques
Dels 117 establiments que hi havia el 2007, 1 era d'una empresa extractiva, 5 d'empreses alimentàries, 6 d'empreses de fabricació d'altres productes industrials, 11 d'empreses de construcció, 31 d'empreses de comerç i reparació d'automòbils, 7 d'empreses de transport, 7 d'empreses d'hostatgeria i restauració, 8 d'empreses financeres, 5 d'empreses immobiliàries, 8 d'empreses de serveis, 14 d'entitats de l'administració pública i 14 d'empreses classificades com a «altres activitats de serveis».
Dels 31 establiments de servei als particulars que hi havia el 2009, 1 era una oficina d'administració d'Hisenda pública, 1 gendarmeria, 1 oficina de correu, 3 oficines bancàries, 2 funeràries, 3 tallers de reparació d'automòbils i de material agrícola, 1 taller d'inspecció tècnica de vehicles, 1 autoescola, 1 paleta, 1 guixaire pintor, 1 fusteria, 6 lampisteries, 5 perruqueries, 1 veterinari, 2 restaurants i 1 agència immobiliària.
Dels 17 establiments comercials que hi havia el 2009, 3 eren supermercats, 3 fleques, 3 carnisseries, 1 una peixateria, 1 una botiga d'equipament de la llar, 2 botigues d'electrodomèstics, 1 una botiga de material de revestiment de parets i terra i 3 floristeries.
L'any 2000 a Marle hi havia 10 explotacions agrícoles que ocupaven un total de 1.650 hectàrees.

## Equipaments sanitaris i escolars
El 2009 hi havia 3 farmàcies i 1 ambulància.
El 2009 hi havia 1 escola maternal i 2 escoles elementals. Marle disposava d'un col·legi d'educació secundària amb 269 alumnes.

## Poblacions properes
El següent diagrama mostra les poblacions més properes.